# Польское Движение Сопротивления во время Второй мировой войны
Польское сопротивление во время Второй мировой войны — национально-освободительное движения народного противодействия (имело организационные центры) оккупации территории Польши войсками нацистской Германии и её союзников в 1939—1944 годах во время Второй мировой войны (1939—1945).
Ведущими силами польского сопротивления во время Второй мировой войны были Армия Крайова (АК), подчинявшаяся правительству Польши в изгнании, правые и ультраправые Национальные вооружённые силы и Армия Людова, военная организация Польской рабочей партии. Польское сопротивление примечательно, среди прочего, тем, что нарушило германские линии снабжения Восточного фронта (повредив или уничтожив 1/8 всех железных дорог) и активным сотрудничеством с разведками стран Антигитлеровской коалиции и теми кто помогал ей (так, АК предоставила 43% всех отчетов британских разведывательных служб из оккупированной нацистами и их союзниками Европы).

## Политические и военные организации сопротивления
Крупнейшей из всех польских организаций сопротивления была Армия Крайова (пол. Armia Krajowa, АК), подчинявшаяся польскому правительству в изгнании в Лондоне. АК была сформирована в 1942 году на базе Союза вооружённой борьбы (СВБ; пол. Związek Walki Zbrojnej (ZWZ), созданного в 1939 году на базе Службы победе Польши) и в конечном итоге включила в себя большинство других польских движений сопротивления (за исключением коммунистов и тех или других правых и праворадикальных организаций). АК была военным крылом Польского подпольного государства, лояльного польскому правительству в Лондоне.
Большинство других польских подпольных организаций были созданы политическими партиями или фракциями, и включали:
- Крестьянские батальоны (пол. Bataliony Chłopskie). Созданная левыми из Народной партии в 1940 году, частично объединилась с АК около 1942–1943 годов[3].
- Гвардия Людова — Свобода, Равенство, Независимость[пол.] пол. Gwardia Ludowa WRN), созданная социалистами (присоединилась к СВБ около 1940 года, впоследствии слилась с AK)[4][5]
- Конфедерация народа (пол. Konfederacja Narodu), организованная в 1940 году польскими фалангистами (раскаявшаяся ультраправая фракция партии Национальный радикальный лагерь)[6]. Примерно в 1941 году частично объединилась с СВБ и, наконец, примерно осенью 1943 года присоединилась к AK.
- Национальная военная организация[пол.] (пол. Narodowa Organizacja Wojskowa), созданная Национальной партией[пол.] в 1939 году, примерно в 1942 году в основном объединилась с АК[7].
- Национальные вооружённые силы (пол. Narodowe Siły Zbrojne); созданы в 1942 году из сил Национальной военной организации, которые отказались подчиняться AK[7][8][9].
- Лагерь сражающейся Польши[пол.] (пол. Obóz Polski Walczącej), созданный партией Лагерь национального объединения около 1942 года, подчинялся AK с 1943 года[11].

Крупнейшими движениями, отказавшимися присоединиться к AK, были ультраправые и правые Национальные вооружённые силы и просоветская, левая, леворадиаальная, (особенно коммунистическая и социалистическая) Армия Людова (пол. Armia Ludowa или AL), созданная Польской рабочей партией (пол. Polska Partia Robotnicza или PPR) и поддерживаемая Советским Союзом и его союзниками.
Относительно масштаба и размаха польского сопротивления рейхсфюрер СС Генрих Гиммлер писал 31 декабря 1942 года:
В рамках всех вражеских разведывательных операций, направленных против Германии, разведывательная служба польского движения сопротивления приобрела важное значение. Масштаб и важность операций польского движения сопротивления, которое было разветвлено до мельчайших отколовшихся групп и блестяще организовано, были в (различных источниках) раскрыты в связи с проведением крупных операций полиции безопасности.

## Численность
В феврале 1942 года, когда была сформирована Армия Крайова, она насчитывала около 100 000 членов. В начале 1943 года её численность достигла около 200 000 человек. Летом 1944 года, когда началась Акция «Буря», АК достигла наивысшей численности, хотя оценки разнятся от 300 000 до 500 000 человек. Численность второй по величине организации сопротивления, Крестьянских батальонов, можно оценить на лето 1944 года (когда многие были объединены с АК) примерно в 160 000 человек. Третья по величине организация включает Национальные вооружённые силы (НВС) с приблизительно 70 000-75 000-80 000 человек около 1943—1944 годов; многие этих сил были объединены с АК. На пике своего развития в 1944 году Армия Людова, которая так и не объединилась с АК, насчитывала около 30 000 человек. По одной из оценок численности летом 1944 года АК и её союзники, включая НВС, насчитывали около 650 000 человек. В целом польское сопротивление часто описывается как крупнейшая или одно из крупнейших организаций сопротивления в Европе во время Второй мировой войны.

## Участники Сопротивления
- Национальная военная организация[пол.] (1939—1942)
- Союз вооружённой борьбы (1939—1942)
- Еврейский воинский союз (1939—1943)
- Гвардия Людова — Свобода, Равенство, Независимость[пол.] (1939—1945)
- Союз возмездия[англ.] (1940—1942)
- Конфедерация народа (1940—1943)
- Союз военных организаций[пол.] (1940—1944)
- Крестьянские батальоны (1940—1945)
- Серые шеренги (1940—1945)
- Антифашистская боевая организация[пол.] (1942)
- Еврейская боевая организация (1942—1943)
- Армия Крайова (1942—1945)
- Гвардия Людова (1942—1944)
  - Армия Людова (1944—1945)
- Национальные вооружённые силы (1942—1947)
- Польская народная армия[пол.] (1943—1945)
- Лагерь сражающейся Польши[пол.] (1942—1944)
- Корпус государственной безопасности[пол.] (1942)